# 戸田勝成
戸田 勝成（とだ かつしげ）は、戦国時代から安土桃山時代にかけての武将、大名。通称は半右衛門、武蔵守で、戸田武蔵守の称でも知られる。諱は重政（しげまさ）、勝重（かつしげ）ともいう。

## 生涯
出自不明。『丹羽歴代年譜附録』の家臣伝では（「生国未考」としながらも）「戸田武蔵守藤原勝成」としており、藤姓とされている。
兄に戸田勝隆（三郎四郎）がいる。
はじめ丹羽長秀に仕え、天正10年（1582年）には長秀配下で山崎の戦いに参加。天正11年（1583年）の賤ヶ岳の戦いの後、長秀に従って越前国に侵攻。4月21日、長束正家や村上義明（忠勝）、桑山重晴らと柴田勝家勢を撃破して北ノ庄城に退かせた。長秀が越前国に移封されると、同国吉田郡松岡城2万5,000石に封じられた。天正12年（1584年）の長久手の戦いの陣立書では、青山宗勝・勝成・太田一吉・大島雲八らが丹羽勢の先手を構成し、勝成は1,000名を率いた。
天正13年（1585年）、長重の代になって丹羽家に内紛があり、家臣の大量離脱が起きたのを機に豊臣秀吉の家臣となったとされる。このとき、富山の役の前に、丹羽家臣・成田道徳が佐々成政と共謀したと密告したのは勝成と長束正家であったと『丹羽家譜』『越登加三州志』は伝えている。
秀吉の家臣として、越前国足羽郡安居城主に封ぜられた。
天正15年（1587年）、九州の役に従軍。天正18年（1590年）の小田原の役では秀吉本陣の脇備えとして、300騎を率いた。文禄元年（1592年）の文禄の役でも肥前名護屋城に駐屯し、秀吉本陣の前備衆で、同じく300名を率いた。
文禄3年（1594年）、伏見城の普請を分担。この当時、知行は1万石。
慶長3年（1598年）8月の秀吉の死により、金子5枚を受領。慶長4年（1599年）に1万石を加増され、併せて2万石を領した。（ただし廃絶録では1万石のまま。）
慶長5年（1600年）、関ヶ原の戦いにおいては石田三成に共鳴して西軍に与した。初め北国口を守備していたが、東軍が迫ると大谷吉継の配下の北国衆の1つとして美濃方面へと移動した。
大垣城の軍議で野戦に決すると諸将を鼓舞し、本戦においても平塚為広らと共に大谷隊に付属して松尾山に陣から小早川秀秋が離反して攻撃してきたのを一時押し返すなど奮戦した。ところが、同じ北国衆の脇坂安治・朽木元綱・赤座直保・小川祐忠の4隊が寝返って側面から攻撃してきたために挟撃を受けて壊滅した。混乱の中で勝成は織田有楽斎の長男・織田長孝隊に捕捉されて（あるいは三成の本陣に向かおうとして織田長孝隊の前を横切って）戦闘となり、長孝の槍を頭部に受けて討たれた。これが長孝ではなく、津田信成であったとする異説もある。『武家事紀』では、長孝が槍合わせをして家臣・矢田太兵衛が勝成の左の鐙を外して馬から引きずり落として組み伏せ、別の長孝家臣・山崎源太郎が勝成の首を掻き切るところに、信成家臣・玉木五右衛門が割って入って首を奪おうとしたので、2人は喧嘩になったが、信成が相打ちだと言って喧嘩を収めさせた。長孝と信成は友人同士だった。長孝は矢田・山崎の両名ともたくさんの首を持って運べないだろうとして、勝成の首は長孝家臣の下士が運んで家康のもとで首実検となったとしている。なお、有楽・信成は共に勝成の友人であったという。三年前の慶長2年4月22日、3人は家康邸で一座を共にしている。『武功雑記』によれば、勝成は東軍の諸大名にも親交のある者が多く、その死を聞いて皆涙したという。
関ヶ原では、嫡男の内記（一説に重典）も同じく討死しているので、戸田家は廃絶となった。越後村上藩初代藩主の村上頼勝は、『断家譜』において村上義清の娘と戸田武蔵守氏繁（氏繁は勝隆の諱。武蔵守は勝成の官位）の子であり、頼勝の外祖父でもある義清の養子に入ったものとされている。2代目藩主の村上忠勝は、戸田内記と頼勝の娘の子とも言われている。

## 巷談
- 関ヶ原の戦いで織田長孝（とその父の織田長益（有楽斎））は勝成を討ち取る功を挙げた。徳川家康の前での論功行賞の際、長孝が勝成を討ち取った際に使用した槍が披露されたが、家康家臣が誤って槍を取り落とし、家康は指を負傷した。家康は「この槍は尋常の槍ではない。作は村正であるか。」と聞き、有楽は「村正」の作であると答えた。退出した有楽は、近習から徳川家と村正の因縁を聞き、「内府（家康）の御味方である自分が村正を使うべきではない」と槍を微塵に砕いた[16]。この話は、妖刀などと呼ばれ、徳川家に災いを成すと巷談で語られる村正伝説の数あるうちのひとつとなっている。
- 昭和10年（1935年）に書かれた橋本博の『大武鑑』によれば、戸田武蔵守は信長から「白キ天ツキ赤吹ヌキ」の朱旄を許されたとされ、卅六飛将の一人に数えられている。江戸時代の書物『総見公武鑑』に拠るものであるが、戸田の存命当時からそう呼ばれていたわけではなく、あくまで後世の勝手な創作である。